# Cladophialophora bantiana
Cladophialophora bantiana är en svampart som först beskrevs av Pier Andrea Saccardo, och fick sitt nu gällande namn av de Hoog, Kwon-Chung & McGinnis 1995. Cladophialophora bantiana ingår i släktet Cladophialophora och familjen Herpotrichiellaceae.   Inga underarter finns listade i Catalogue of Life.